# Philippe Rousseau
Pour les articles homonymes, voir Rousseau.
Philippe Francois Rousseau, né le 23 février 1816 à Paris, et mort le 5 décembre 1887 à Acquigny, est un peintre français.

## Biographie

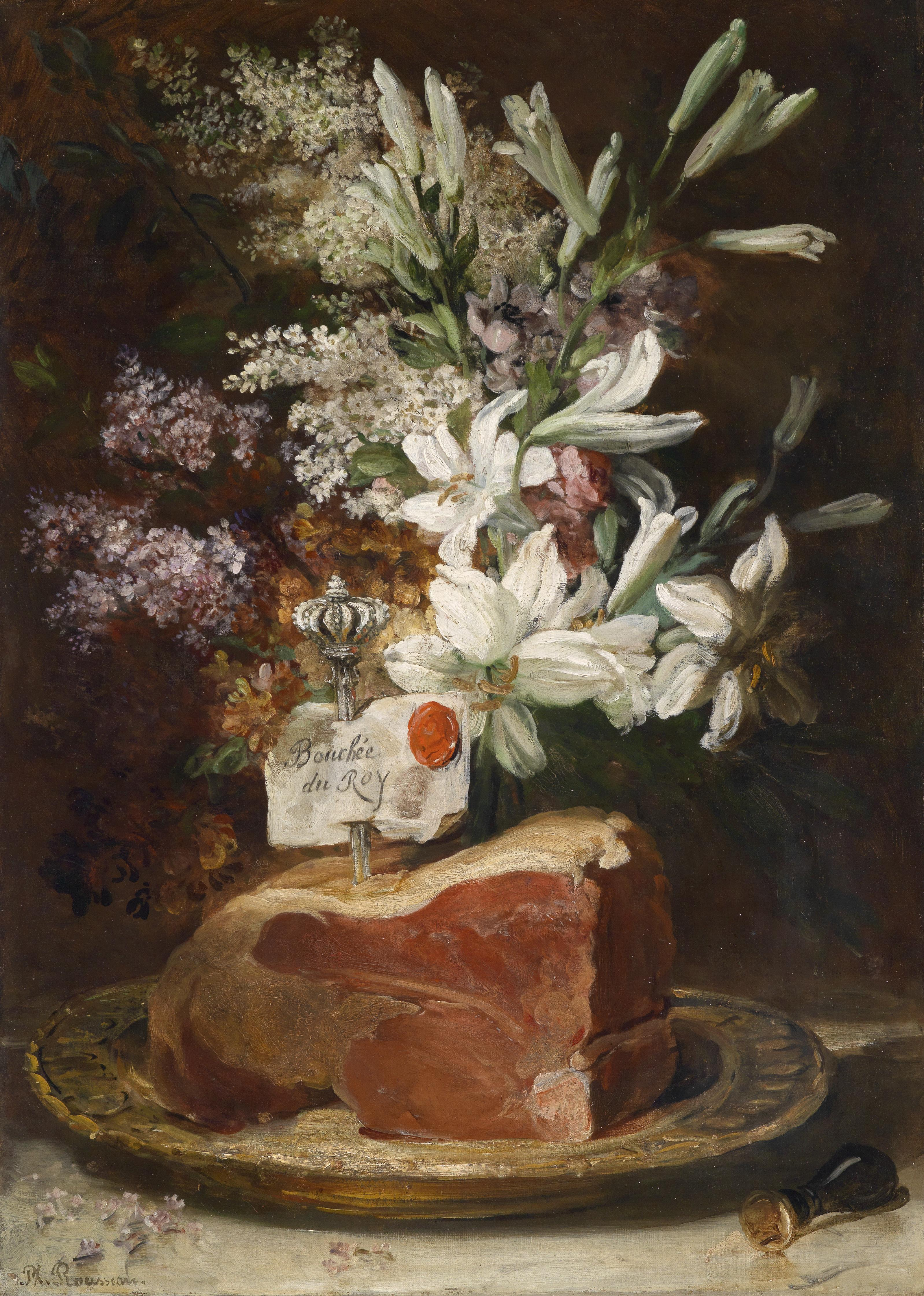
Attribué à Philippe Rousseau, La Bouchée du roi, localisation inconnue.

Philippe Rousseau est l'élève d'Antoine-Jean Gros et de Jean-Victor Bertin à l'École des beaux-arts de Paris. 
Il débute comme paysagiste, puis peint des natures mortes et des sujets animaliers. 
Il expose au Salon à partir de 1834. Il y obtient une médaille de 3e classe en 1845, une médaille de 2e classe en 1855, et une médaille de 1re classe en 1848.
Dans le Salon de 1845, Charles Baudelaire écrit sur son tableau Le Rat des villes et le rat des champs : « “Le rat des villes et le rat des champs” est un tableau très coquet et d'un aspect charmant. Tous les tons sont à la fois d'une grande fraîcheur et d'une grande richesse. C'est réellement faire des natures mortes, librement, en paysagiste, en peintre de genre, en homme d'esprit, et non pas en ouvrier, comme MM. de Lyon. Les petits rats sont fort jolis. » Dans le chapitre sur le paysage : « M. P. Rousseau dont chacun a souvent remarqué les tableaux pleins de couleurs et d'éclat, est dans un progrès sérieux. C'était un excellent peintre, il est vrai ; mais maintenant il regarde la nature avec plus d'attention, et s'applique à rendre les physionomies. J'ai vu dernièrement, chez Durand-Ruel, des canards de M. Rousseau qui étaient d'une beauté merveilleuse, et qui avaient bien les mœurs et les gestes des canards ».
En 1859, il décore la salle à manger de l'hôtel d'Albe.

## Œuvres dans les collections publiques
- Beauvais, musée départemental de l'Oise : 
  - Nature morte à la pie et au fromage, 1883, huile sur toile, 74 x 102 cm[3].
- Chartres, musée des Beaux-Arts :
  - Une basse-cour, toile, 50 × 38 cm, don de l’État en 1849[4].
- Dijon, musée Magnin : 
  - Le Singe aquafortiste, huile sur toile[5].
- Paris, musée d'Orsay :
  - Chardin et ses modèles, 1867, huile sur toile[6] ;
  - Nature morte : gibier et panier, huile sur bois[7] ;
  - Nature morte : gibier et plat d'orfèvrerie, huile sur bois[8].
- Roanne, musée des Beaux-Arts et d'Archéologie Joseph-Déchelette : 
  - Les pêches.

## Œuvres exposées aux Salons
- 1834 : Vue prise en Normandie.
- 1835 : Vue prise à Dampierre près Versailles ; Vue prise à Saint-Martin près Gisors.
- 1836 : Vue prise à Freleuse près Gisors.
- 1837 : Vue prise à Lions en Normandie ; Vue prise du télégraphe sur la côte Sainte-Catherine, à Rouen ; Vue prise à Dampierre.
- 1838 : Vue prise aux environs de Surgère (Charente-Maritime).
- 1839 : Paysage.
- 1841 : La Chaise de poste, paysage.
- 1843 : trois Natures mortes.
- 1845 : Le Rat des villes et le rat des champs ; Un Chien ; Fruits ; Nature morte.
- 1846 : Le Chien et le vieux rat ; Natures mortes.
- 1847 : La Taupe et le lapin ; Intérieurs ; Fleurs et papillons.
- 1848 : Une Basse-cour ; Fruits , Natures mortes, gibier (deux tableaux ayant le même numéro).
- 1849 : Le Chat prenant une souris ; Un Intérieur de ferme.
- 1850 : Nature morte ; Fruits ; Part à deux ! Nature morte ; Un Importun.
- 1852 : Le Rat retiré du monde, réexposé au Salon de 1867 ; Nature morte ; Basse-cour.
- 1853 : Pugargue chassant au marais ; La Mère de famille ; Nature morte.
- 1855 : Chevreau broutant des fleurs ; Cigogne faisant la sieste au bord d'un bassin ; Deux Artistes de chez Guignol ; deux panneaux de la décoration de la salle à manger du baron J. de Rothschild ; deux Natures mortes.
- 1857 : Chiens couplés au chenil ; Intérieurs, gibier et légume ; Lièvre chassé par des bassets ; Résignation, impatience ; Intérieur de ferme en Savoie ; La Récréation ; Perroquets ; Pigeons ; le Déjeuner.
- 1859 : Un Jour de gala ; Un Déjeuner.
- 1861 : Musique de chambre ; Cuisine.
- 1863 : La Recherche de l'absolu ; Le Lièvre et les grenouilles.
- 1864 : Un Marché d'autrefois, réexposé en 1867 ; Nature morte.
- 1865 : Chacun pour soi, réexposé en 1867 ; Fruits.
- 1866 : Il opère lui-même ; Fleurs d'automne.
- 1867 : Chardin et ses modèles ; Portrait de chien.
- 1868 : Résidence de Walter Scott ; Fleurs d'été, réexposé en 1878.
- 1869 : L'Été, ou l'ombrelle bleue, réexposé en 1878 ; L'Automne.
- 1870 : La Fontaine fleurie ; Premières prunes et dernières cerises, réexposé en 1878.
- 1872 : Les Confitures, réexposé en 1878 ; Le Printemps.
- 1873 : L'office, réexposé en 1878.
- 1874 : La Fête-Dieu ; La Salade, réexposé en 1878.
- 1875 : Le Loup et l'agneau ; Les Fromages, réexposé en 1878.
- 1876 : Les Huîtres, réexposé en 1878 ; Les Pavots.
- 1877 : Le Déjeuner ; Ô ma tendre musette.
- 1878 : Les Roses ; Le Lunch.
- 1879 : Les Tulipes.
- 1889 : Le Rapport ; Basse-cour.
- 1881 : Huîtres.
- 1882 : Les deux Amis ; Les Fromages.

## Œuvres présentées aux expositions universelles
- 1867 : Intérieur de cuisine.
- 1878 : Le Fromage ; Les Pêches ; Les Légumes ; La Fontaine fleurie, aquarelle ; Les Abricots, pastel ; Les Pêches, pastel ; Hérons dans un étang, aquarelle.

## Distinction
- chevalier de la Légion d'honneur en 1852 ;
- officier de la Légion d'honneur[9] du 18 juin 1870.